# Diecezja Namibe
Diecezja Namibe – diecezja rzymskokatolicka w Angoli. Powstała w 2009.

## Biskupi diecezjalni
- Biskupi Namibe 
  - Bp Mateus Feliciano Tomás (2009 –  2010)
  - Bp Dionisio Hisilenapo (2011 – obecnie)